# 2011年11月英國

## 11月30日
- 多個代表公職人員的工會發動全國性罷工，抗議聯合政府計劃削減他們的退休金福利。工會原本呼籲旗下200萬名會員全體罷工，但政府發言人表示只有少於三分之一的公職人員參與。全國各地有不少學校和公共交通暫停開放，部份醫院也需要暫停非緊急服務，但公共服務受影響的嚴重情度比原先想像的要輕。BBC （页面存档备份，存于）、BBC （页面存档备份，存于）
- 剛於周二向下議院發表秋季演詞的財相歐思邦，再於下院辯論中評論目前的歐洲經濟狀況。他表示歐洲各國有必要採取「決定性的行動」化解目前危機，他又警告，如國歐元區「破產」，英國經濟將首當其衝陷入「非常惡劣」的境地。BBC （页面存档备份，存于）

## 11月28日
- 財相歐思邦透露，聯合政府將會推出總值數以百億英鎊的基礎建設計劃，藉著大興土木改善全國各地的運輸系統和交通網絡，以改善就業和推動經濟。他表示將會從英國的大型退休金基金和中資財團尋找資金來源，另外大約50億英鎊經費會從削減政府開支而籌集得來。BBC （页面存档备份，存于）
- 教育大臣高文浩出席一個智庫活動致辭時，呼籲教師和其他公職人員「三思」，不要參加工會將於周三發起的全國性大規模罷工。他估計，英格蘭地區在罷工當日將有九成學校被迫停課。BBC （页面存档备份，存于）

## 11月27日
- 現任威爾斯足球代表隊領隊加利·史必被警方發現在柴郡家中上吊身亡，終年42歲，警方相信死者死於自殺，認為死因沒有可疑。在1988年起開展足球員生涯的史必曾先後效力於列斯聯、愛華頓、紐卡素、保頓和錫菲聯，至2010年出任威爾斯足球代表隊領隊至今。在2010年英女皇壽辰授勳名單中，他獲英廷頒授MBE勳銜。每日郵報、BBC （页面存档备份，存于）、每日電訊報 （页面存档备份，存于）
- 消息指出，財相歐思邦將會在周二推出新一輪放寬信貸的計劃，當中包括政府向銀行界擔保不多於400億英鎊，以便銀行可以以較低利率向營業額少於5,000萬英鎊的中小企提供貸款。BBC （页面存档备份，存于）

## 11月26日
- 多個代表公職人員的工會計劃在11月30日發動大規模罷工，以反對聯合政府計劃改革公務員退休福利，預計屆時會有200萬名以教師、出入境管制人員和部份醫護人員為主的公職人員響應。政府發言人揚言，目前改革方案的條款已經相當優厚，如果工會執意發動罷工，不排除日後削減更多退休福利。工會代表則批評，政府要求員工延遲退休和調高供款比率，才獲發放長俸，對員工不公平。BBC （页面存档备份，存于）
- 北愛爾蘭第一部長兼民主統一黨黨魁彼得·羅賓遜在唐郡主持民主統一黨周年大會，他呼籲基督徒與羅馬天主教徒放下多年來宗派主義的成見，攜手建立全新的北愛爾蘭。BBC （页面存档备份，存于）

## 11月20日
- 衛生部表示，聯合政府沒有打算廢除每日向5歲以下兒童提供免費牛奶的政策，但強調會檢討現行制度，解決目前中介商牟利的情況。根據現行政策，每名5歲兒童每日均可免費獲得189毫升牛奶，政府每年支出為5,300萬英鎊，但其中1,000萬英鎊為中介商賺取的費用。BBC （页面存档备份，存于）
- 18名聖公會主教在《觀察家報》發表聯署信，反對聯合政府計劃設立上限，規定每個家庭每周不可領取多於500英鎊的社會福利。18名主教的行動獲得坎特伯雷大主教和約克大主教的支持，他們批評新政策對生於貧窮家庭的兒童「非常不公」，因此「有道義責任為沉默的一群發聲」。政府發言人回應指，有關建議是為了改變目前不少人過份依賴社會福利過活的文化。BBC （页面存档备份，存于）

## 11月18日
- 英揆大衛·卡梅倫在德國柏林會見德國總理默黑爾夫人，兩人討論到歐元區危機、以及其他關於伊朗與及敘利亞的議題。默克爾會後強調兩人沒有在推行歐洲金融交易稅一事達成任何進展，但兩人同時表示他們對歐洲增長持有「一致的計劃」。BBC （页面存档备份，存于）
- 有保守黨下議院後座議員在網上撰文，認為政府應該對失業家庭的子女援助設下上限，並認為擁有四名子女以上的失業家庭不應獲得稅務寬減。撰文議員認為建議可提供誘因讓失業父母工作就業，但自由民主黨發言人批評，建議變相懲罰這些家庭的子女。BBC （页面存档备份，存于）

## 11月17日
- 財政大臣歐思邦宣佈，英政府同意作價7.47億英鎊把北岩銀行出售予維珍集團旗下的維珍理財。北岩銀行在2008年金融海嘯期間被政府國有化，銀行的良好和有毒資產隨後被分別重組為「北岩銀行」和「北岩資產管理」，今次出售的屬於前者，但售價比當年政府國有化動用的14億英鎊便宜得多。BBC （页面存档备份，存于）
- 在野工黨影子財相博雅文認為北岩銀行重新私有化是「好事」，但對出售一事存有疑問，包括政府選擇的時機是否合適。他認為，政府如果持有北岩銀行多一段時間，對納稅人的損失可能更低。財相歐思邦較早時在另一場合表示，政府已在出售一事為國家爭取到「最佳的交易協議」。BBC （页面存档备份，存于）

## 11月14日
- 現年85歲的北愛爾蘭自由長老教會牧師伊恩·佩斯利宣佈將會從自己的牧職退休。佩斯利在1951年創立自由長老教會，後來歷任下議院議員和北愛爾蘭第一部長，2010年獲冊封為班塞爾勳爵，晉身上議院。BBC （页面存档备份，存于）
- 國防大臣夏文達在下議院答問環節中表示，如果有真實需要，軍方將為2012年倫敦奧運佈置地對空導彈，以確保安全。BBC （页面存档备份，存于）

## 11月13日
- 英國各地舉行榮軍紀念星期日活動，悼念在兩次大戰以來陣亡的三軍軍人。英女皇伊利沙伯二世向倫敦和平紀念碑致送花圈，並主持兩分鐘默哀儀式，英揆大衛·卡梅倫、各主要黨派領袖、宗教領袖、軍方將領和不少現役及退伍軍人均有出席。BBC （页面存档备份，存于）
- 商務大臣祈維信博士出席BBC清談節目，對在倫敦聖保羅座堂外露宿抗議財團操控經濟的反資本主義示威者表示同情。他認為抗議反映大部份人在經濟衰退中受害，但卻有小撮人得益，政府有必要採取行動立法限制財團高層獲得鉅額薪金。BBC （页面存档备份，存于）

## 11月12日
- 《每日電訊報》披露國防部一份內部文件，指國防部計劃把裁減陸軍軍人的數目由原來的12,000人上調至16,500人，當中包括2,500名因執行任務而受傷的軍人。國防部發言人強烈否認報導，表示除了已經向外發表的計劃外，再沒有任何精簡陸軍人手的打算。BBC （页面存档备份，存于）
- 正與公務員及公營機構工會就削減退休福利進行談判的內閣廳長官麥浩德表示，政府同意公務員和公營機構員工在11月30日發起「象徵性」罷工，但罷工只可限時15分鐘，而政府不會扣減參與罷工人員的當日工資。不過，各大工會批評麥浩德的建議只是「公關技倆」，並呼籲旗下超過300萬名會員在當日參與全日罷工。BBC （页面存档备份，存于）

## 11月11日
- 財相歐思邦表示，目前歐元區面臨的金融危機，不單對英國經濟構成負面影響，而且還導致英國的失業問題惡化。在野工黨黨魁文立彬認為英揆大衛·卡梅倫應該與其他歐盟領袖召開緊急峰會，商討當前局勢。BBC （页面存档备份，存于）
- 英國各地舉行國殤紀念日活動，悼念自兩次大戰以來的陣亡軍民，其中倫敦和平紀念碑有大型悼念儀式，而後日在和平紀念碑舉行的榮軍紀念星期日儀式將會由英女皇伊利沙伯二世主持。與往年不同，世上最後一位曾參與一戰戰事的已知退伍軍人已於今年年初逝世。BBC （页面存档备份，存于）

## 11月7日
- 森麻實郡警方繼續調查前日M5公路共造成51人受傷、7人死亡、涉及34車相撞的嚴重交通意外。警方不排除當日附近舉行煙花表演，因煙霧籠罩公路而釀成意外。BBC （页面存档备份，存于）
- 2012年倫敦奧運主辦當局公佈奧運聖火的傳遞安排，聖火傳遞將於2012年5月19日至7月27日在英國本土進行，期間會途經全國各地，包括巨石陣等1,018個名勝景點。奧運聖火傳遞的路線全長約8,000公里，屆時將由8,000人輪流接棒，最後一日會由倫敦泰晤士河傳送到奧林匹克公園。BBC （页面存档备份，存于）

## 11月5日
- 森麻實郡M5公路發生34車連還相撞的嚴重交通意外，共51人受傷，另外7人證實死亡。警方現正調查意外原因，但表示意外發生時的路段潮溼大霧。BBC （页面存档备份，存于）
- 地方政府協會表示，財政部今年1月推出新款的5便士和10便士硬幣，但由於硬幣用料和厚度都與舊款硬幣不同，因此財政部應該資助550萬英鎊，協助各地方政府更換停車收費碼表。BBC （页面存档备份，存于）

## 11月4日
- 匯豐銀行在英國的網上銀行服務由下午2時45分開始癱瘓，全國不少匯豐客戶無法如常使用信用卡進行交易，多部櫃員機停止運作，連帶多間分行服務受阻，估計上數百萬人受影響。匯豐銀行發言人表示正在設法搶修電腦系統，但暫未知癱瘓原因。BBC （页面存档备份，存于）、每日郵報 （页面存档备份，存于）
- 正在法國康城出席G20工業國集團峰會的英揆大衛·卡梅倫重申向國際貨幣基金會注資不會「把英國納稅人的公帑置於險境」，他又表示有關做法「符合英國利益」，並強調注資的金錢不會用作援助歐元區國家。不過，他同時表示任何注資的決定，都不會交由下議院投票表決。BBC （页面存档备份，存于）

## 11月3日
- 正在法國康城出席G20工業國集團峰會的英揆大衛·卡梅倫，接受BBC訪問時認為，面對危急關頭，英國向國際貨幣基金會注資是「正確」的做法，他又指這樣做對英國納稅人「沒有風險」。分析認為，有關做法等同英國間接援助希臘一類面臨財政困難的歐元區國家。BBC （页面存档备份，存于）
- 約克大主教辛達梅博士（Dr John Sentamu）在上議院參與有關英格蘭國民保健署改革草案的修訂辯論時，認為國民保健署的治療服務應包括「與屬靈有關的疾病」。BBC （页面存档备份，存于）

| 依月份排列新聞動態 |
| \| - 2014年英國：1月 - 2月 - 3月 - 4月 - 5月 - 6月 - 7月 - 8月 - 9月 - 10月 - 11月 - 12月 - 2013年英國：1月 - 2月 - 3月 - 4月 - 5月 - 6月 - 7月 - 8月 - 9月 - 10月 - 11月 - 12月 - 2012年英國：1月 - 2月 - 3月 - 4月 - 5月 - 6月 - 7月 - 8月 - 9月 - 10月 - 11月 - 12月 - 2011年英國：1月 - 2月 - 3月 - 4月 - 5月 - 6月 - 7月 - 8月 - 9月 - 10月 - 11月 - 12月 - 2010年英國：1月 - 2月 - 3月 - 4月 - 5月 - 6月 - 7月 - 8月 - 9月 - 10月 - 11月 - 12月 - 2009年英國：1月 - 2月 - 3月 - 4月 - 5月 - 6月 - 7月 - 8月 - 9月 - 10月 - 11月 - 12月 - 2008年英國：1月 - 2月 - 3月 - 4月 - 5月 - 6月 - 7月 - 8月 - 9月 - 10月 - 11月 - 12月 檢閱 \| |
| - 2014年英國：1月 - 2月 - 3月 - 4月 - 5月 - 6月 - 7月 - 8月 - 9月 - 10月 - 11月 - 12月 - 2013年英國：1月 - 2月 - 3月 - 4月 - 5月 - 6月 - 7月 - 8月 - 9月 - 10月 - 11月 - 12月 - 2012年英國：1月 - 2月 - 3月 - 4月 - 5月 - 6月 - 7月 - 8月 - 9月 - 10月 - 11月 - 12月 - 2011年英國：1月 - 2月 - 3月 - 4月 - 5月 - 6月 - 7月 - 8月 - 9月 - 10月 - 11月 - 12月 - 2010年英國：1月 - 2月 - 3月 - 4月 - 5月 - 6月 - 7月 - 8月 - 9月 - 10月 - 11月 - 12月 - 2009年英國：1月 - 2月 - 3月 - 4月 - 5月 - 6月 - 7月 - 8月 - 9月 - 10月 - 11月 - 12月 - 2008年英國：1月 - 2月 - 3月 - 4月 - 5月 - 6月 - 7月 - 8月 - 9月 - 10月 - 11月 - 12月 檢閱       |